# Trettachspitze
Die Trettachspitze ist ein 2595 Meter hoher Berg in den Allgäuer Alpen. Aufgrund ihrer kühnen Form (ein sehr steiles, schmales Felshorn von Westen und Osten gesehen) gehört sie zu den berühmtesten Bergen der Allgäuer Alpen und wird auch als „Allgäuer Matterhorn“ bezeichnet.

## Lage und Umgebung

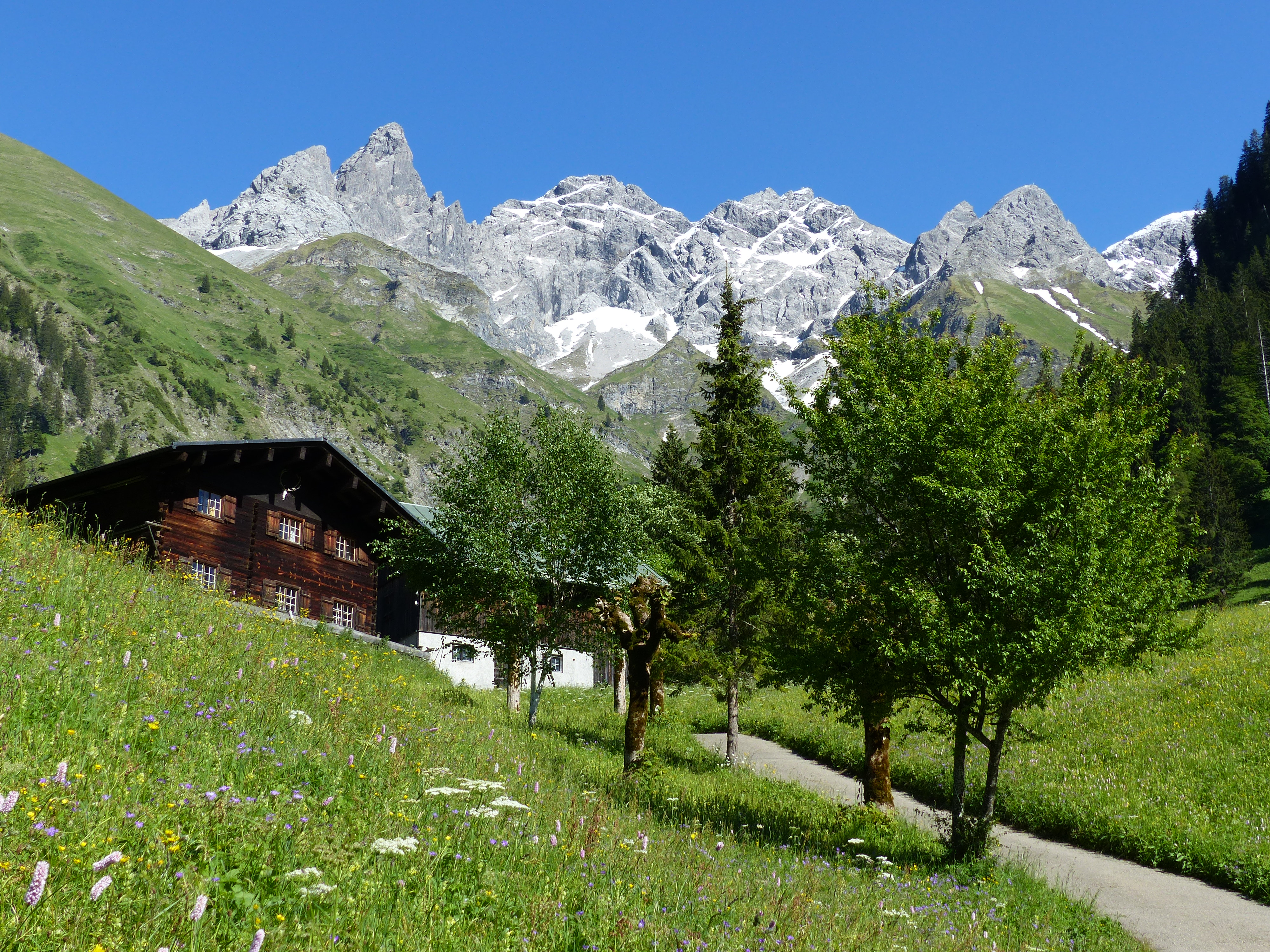
Trettachspitze, Mädelegabel und Hochfrottspitze von Einödsbach

Zusammen mit der Mädelegabel (2645 m) und der Hochfrottspitze (2649 m) bildet die Trettachspitze das oft bewunderte Dreigestirn oberhalb von Einödsbach. Sie ist der einzige hohe Felsgipfel der Allgäuer Alpen, der vollständig auf deutschem Boden liegt. Sie ist der Mädelegabel nördlich vorgelagert und wird häufig vom Waltenberger-Haus aus bestiegen.
Am Fuße der Trettachspitze, am unteren Ende der Trettachrinne, liegt die Quelle der Trettach.

## Besteigung und Alpinismus
Die Erstbesteigung gelang 1855 den Brüdern Urban, Alois und Mathias Jochum aus der Birgsau im Stillachtal. Der jüngste war gerade mal 13 Jahre alt.
Die Trettachspitze ist nur für geübte Kletterer (Schwierigkeitsgrad UIAA II am Nordwestgrat, bei der oft durchgeführten Überschreitung des Nordost- und des Nordwestgrates eine Stelle UIAA III) mit Sicherheitsausrüstung zu erreichen.
Durch jede Wand führen weitere Kletterrouten. Regelmäßig wiederholt werden jedoch nur die Routen Schwarzer Riß (Schwierigkeit V+), Spiel der Geister (VII), sowie The show must go on (VI), die sich ebenfalls in der Westwand befinden. Die anderen Routen werden wegen der langen und gefährlichen Zustiege, des oft brüchigen Gesteins und der schlechten Sicherungsmöglichkeiten kaum wiederholt. Neben der Route The show must go on wurden von Robert Jasper und Stefan Meineke im Sommer 1991 in der Westwand weitere Kletterrouten eröffnet.

## Bilder

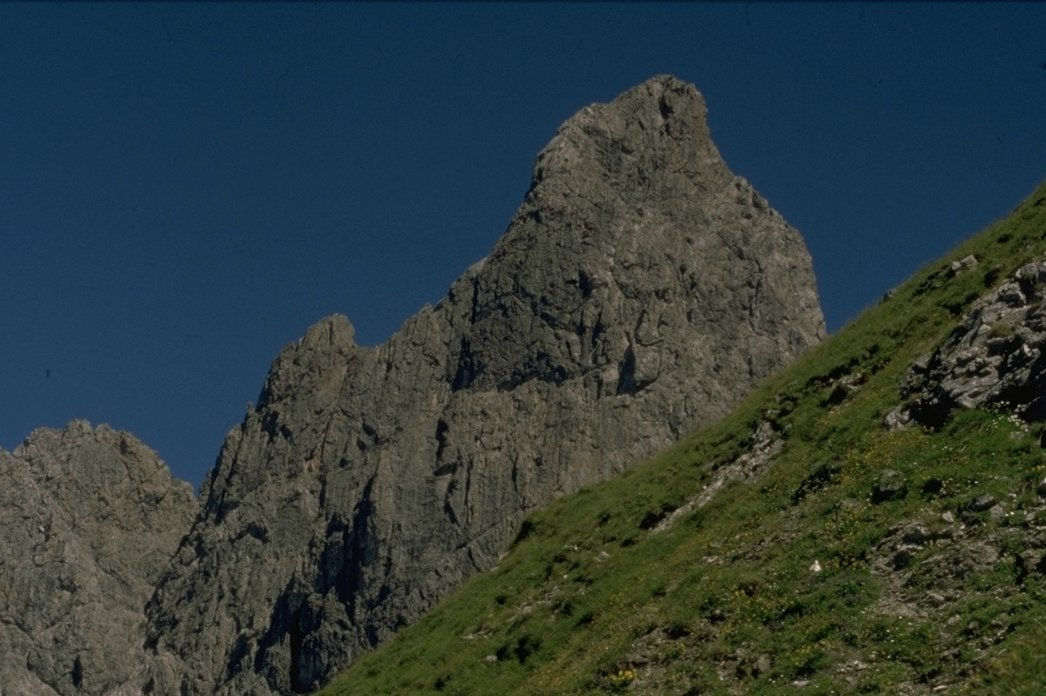
Westwand der Trettachspitze
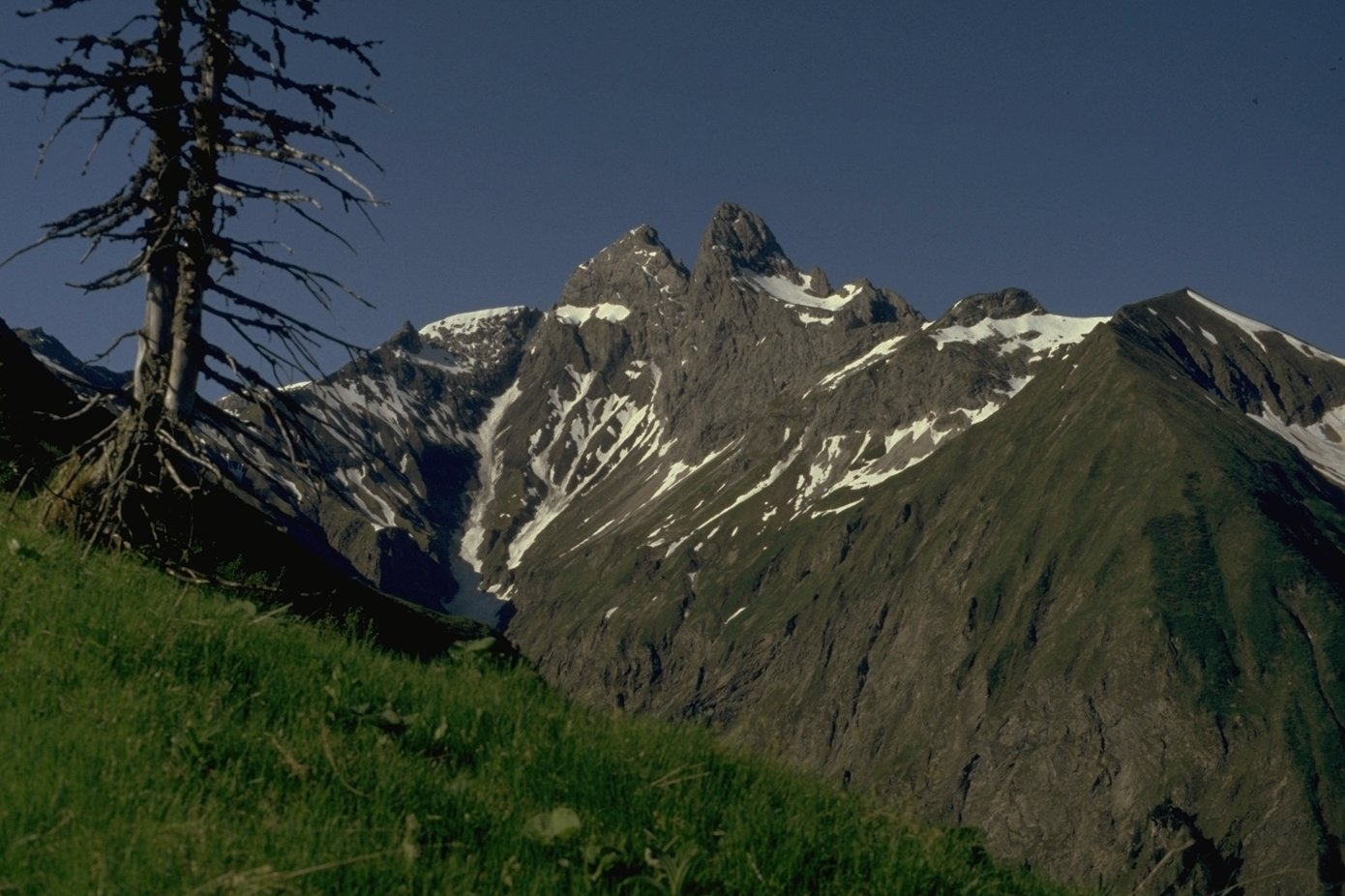
Trettachspitze von der Hierenalpe
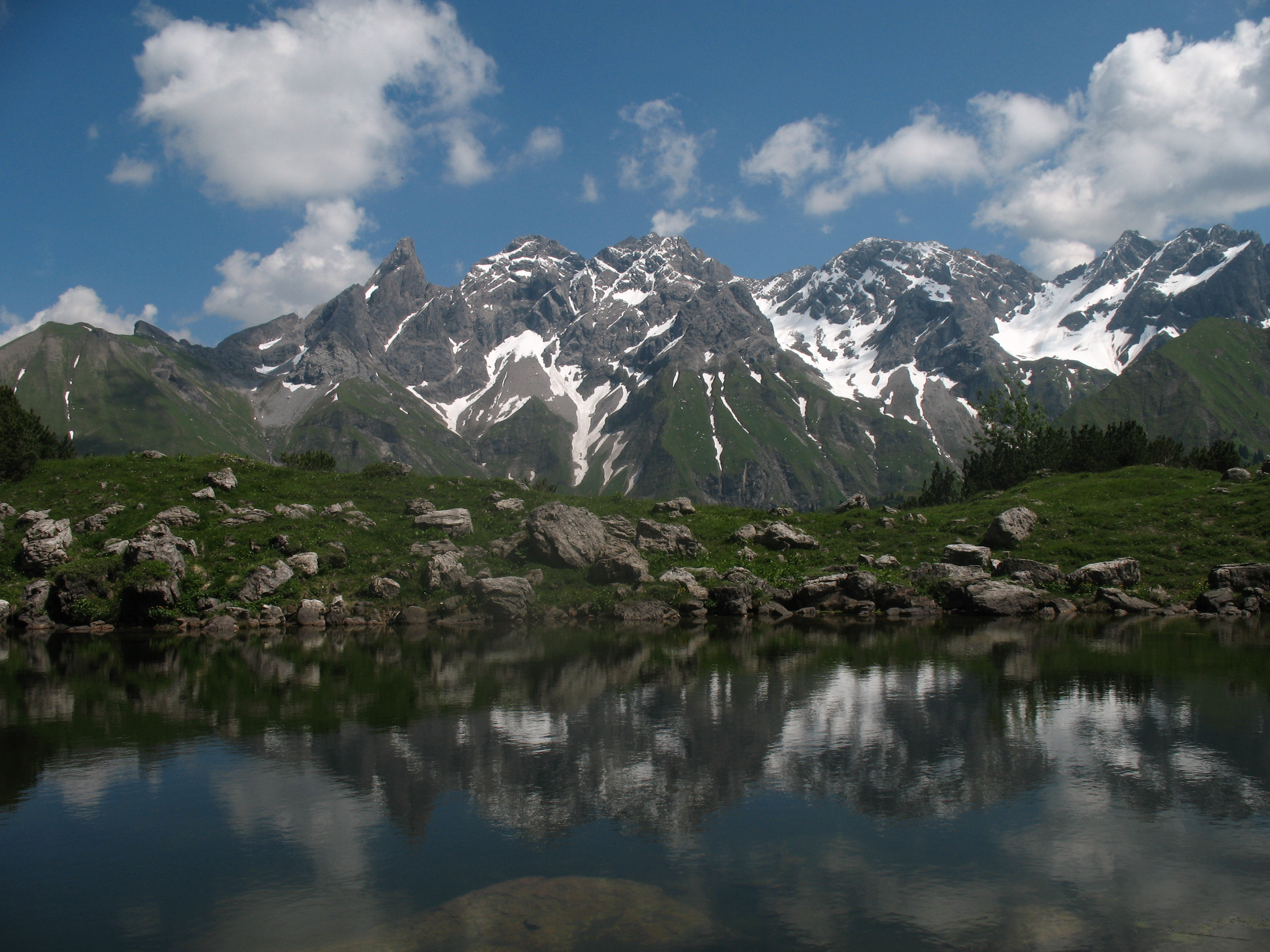
Mädelegabelgruppe vom Guggersee
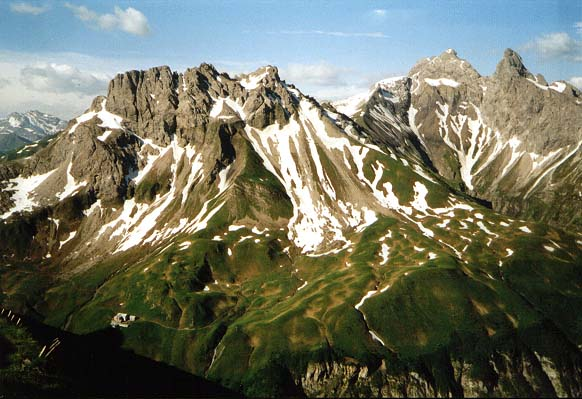
Kratzer, Mädelegabel, Trettachspitze